# AutoWeek
AutoWeek is een Nederlands tijdschrift over auto's dat tussen 1990 en 2001 werd uitgegeven door VNU en sinds 2001 door het Finse Sanoma. Vanaf 2020 is DPG Media de uitgever. Het weekblad richt zich naast autoliefhebbers op mensen die een nieuwe of tweedehands auto willen kopen.
AutoWeek verschijnt in Nederland onder licentie van het Duitse AutoBild voor het eerst in 1990. Op 19 januari 1990 lag de allereerste AutoWeek in de winkel. De content director is anno 2018 Damiaan Hage. In 2012 werd AutoWeek genomineerd voor twee Mercurs: voor Tijdschriftreportage van het Jaar en Hoofdredacteur van het Jaar (toentertijd Robert van den Ham). De Tijdschriftreportage-prijs werd gewonnen; Dossier Saab, een multimediaal project over het faillissement van Saab.
Auto's worden getest aan de hand van negen verschillende onderdelen waar elk maximaal vijf punten kan worden behaald. De  punten van alle onderdelen bijelkaar opgeteld vormt de eindscore. De volgende acht onderdelen komen vast aan de orde: aandrijflijn, rijden, uitrusting, ruimtegebruik, interieur, multimedia, veiligheid en gebruikskosten. Afhankelijk van de type auto('s) of insteek van de test wordt een van de volgende onderdelen ook beoordeeld: uitstraling, funfactor (rijplezier), PHEV-factor, EV-capaciteiten, MPV-factor, stationcar-factor, cabrio-factor, gezinsauto-factor, offroad-factor of value for money.
Bekende medewerkers zijn Sandor van Es (autocoureur); Bas van Putten (columnist / schrijver)
Naast AutoWeek worden de titels AutoWeek Campers, AutoWeek Classics, AutoWeek GTO en AutoWeek Occasions uitgegeven. Ook wordt er elk jaar een special uitgegeven met een blik op het komende jaar.

## Oplage
| Jaar | Titel             | Betaalde gerichte oplage | Totaal verspreide oplage |       |
| ---- | ----------------- | ------------------------ | ------------------------ | ----- |
| 2004 | AutoWeek          | 120.655                  | 122.226                  | [ 3 ] |
| 2006 | AutoWeek          | 108.226                  | 110.907                  | [ 4 ] |
| 2007 | AutoWeek          | 110.186                  | 112.851                  | [ 5 ] |
| 2011 | AutoWeek          | 92.659                   | 94.852                   | [ 6 ] |
| 2012 | AutoWeek          | 82.420                   | 85.546                   | [ 7 ] |
| 2022 | AutoWeek          | 37.025                   | 37.723                   |       |
| 2022 | AutoWeek Classics | 16.114                   | 16.221                   |       |
| 2022 | AutoWeek GTO      | 32.843                   | 32.922                   |       |